# غوس شامبرز
غوس شامبرز (بالإنجليزية: Gus Chambers)‏ هو مغني بريطاني، ولد في 1956، وتوفي في 13 أكتوبر 2008.

## وصلات خارجية
- غوس شامبرز على موقع ميوزك برينز (الإنجليزية)
- غوس شامبرز على موقع ديسكوغز (الإنجليزية)